# Ruohojärvi (sjö i Lappland, lat 69,23, long 27,35)
Ruohojärvi är en sjö i Finland. Den ligger i kommunen Enare i landskapet Lappland, i den norra delen av landet, 1 000 km norr om huvudstaden Helsingfors. Ruohojärvi ligger 176 meter över havet. Arean är 25,3 hektar och strandlinjen är 4,23 kilometer lång. Sjön  ingår i Pasvik älvs huvudavrinningsområde. 